# 欧州社会憲章

薄緑が1961年の原条約加盟国、 濃緑が改正条約からの加盟国

欧州社会憲章（おうしゅうしゃかいけんしょう）は、欧州評議会による国際人権条約である。1961年10月18日に、人権と基本的自由の保護のための条約にはない社会権の保障を補充、明記するため採択された。とりわけ労働権と社会保障の権利について詳細に規定されている。1996年5月3日には当条約の改定が採択され、1999年に発効した。
2012年6月現在の条約の批准国は27カ国であり、改定条約の批准国は25カ国である。欧州連合基本権憲章にも法源の一つとして影響を与えた。1995年には憲章に反する人権蹂躙の際に、労働組合や、障害者団体、非政府組織が欧州社会権委員会に提訴できる集団訴訟制度を可能にする議定書も採択された。

## 憲章の概要
憲章は6部に分かれ、第Iは憲章が保障する労働権、社会権の概要が掲げられ、第II部で具体的な権利について規定され、第III部より第IV部にかけては、アルファベットによる条文で他の国内法や国際法との関係、非差別の原則、戦時や非常事態宣言時の免責、署名、批准等について規定している。以下に第II部の31条からなる条文の項目を示す。

### 第1条、労働権
（完全雇用、無料の職業紹介所等を規定）

### 第2条、公正な労働の権利
（労働時間とその短縮、有給の公の休暇、年次有給休暇等を規定）

### 第4条、公平な賃金の権利
（相当な生活水準を保証する賃金、時間外労働の割増賃金、同一労働同一賃金等を規定）

### 第6条、団体交渉権
（労働争議解決とストライキ権等を規定）

### 第8条、母性の保護に関する労働者の権利
（最低限14週間の育児休暇の保障等を明記）

### 第12条、社会保障の権利
（最低限、国際労働条約第102号の水準の維持とより高い水準への移行）

### 第13条、生活保護と医療扶助に関する権利
（公的扶助を受けたことによる政治的権利と社会権制限の禁止）

### 第15条、障害のある人の自己決定権と社会復帰、社会生活への参加の権利
（障害の必要性に応じた労働条件、或いは就労が不可能な場合はその障害のレベルの応じた保護雇用の創出、意思疎通と移動性の障害の解消）

### 第26条、尊厳ある労働の権利
（ハラスメント、攻撃からの保護）

### 第31条、住居を得る権利
（ホームレスの削減、充分な資力がなくとも入手可能な住宅価格の設定）